# Ochna barteri
Ochna barteri là một loài thực vật có hoa trong họ Ochnaceae. Loài này được (Tiegh.) Hutch. & Dalziel mô tả khoa học đầu tiên năm 1927.